# Menocchio
Domenico Scandella, más conocido como Menocchio (Montereale Valcellina, República de Venecia; 1532 – Pordenone; 1599), fue un molinero nacido en Montereale Valcellina, a 25 km al norte de Pordenone, Italia, en el siglo XVI; debido a su particular (para la época) cosmogonía personal, sumadas a sus declaraciones tanto en defensa de la misma como en contra de la religión de su tiempo, fue procesado, declarado "hereje" y quemado vivo por la Inquisición romana. Su historia recobró una cierta notoriedad en el siglo XX gracias a las investigaciones de Carlo Ginzburg, representante italiano de la corriente de la microhistoria, que reconstruyó la vida de este personaje en su clásico libro Il formaggio e i vermi (El queso y los gusanos).

## Biografía
Domenico Scandella, conocido popularmente como "Menocchio", nació en 1532 en Montereale Valcellina, región del Friul, en el marco de una sociedad italiana en donde aún mantenían su poder las grandes familias de la nobleza feudal. Los datos conservados de su vida provienen de las actas de los dos procesos inquisitoriales que se siguieron en su contra a causa de sus opiniones en materia religiosa, que fueron consideradas heréticas. 
Menocchio era un simple molinero que sin embargo sabía leer y escribir, cosa poco corriente en dicha época para individuos de su condición social, aunque pese a ésta ocupó el cargo de alcalde un par de años antes de su detención. De carácter inquieto y locuaz, siempre estaba dispuesto a discutir con sus congéneres. Le agitaban los temas tocantes al origen del mundo, a la Trinidad, a la Virgen María y otros de índole similar.
Pero las conclusiones de "Menocchio" estaban bastante alejadas de las intenciones primigenias de los autores que leyó. Su interpretación, por lo tanto, se relacionaba directamente con su formación cultural. De esta mezcla explosiva nacerían las "opiniones sacadas de mi cerebro", como decía él. Además de poseer una personalidad como la ya descripta, su locuacidad era proverbial: "...siempre está discutiendo con alguien, incluso con los curas, sobre religión, sólo por el gusto de argumentar".
"Menocchio" llegó a elaborar incluso su propia cosmogonía, resumida de la siguiente forma: en un principio, reinaba el caos. La tierra, el agua, el aire y el fuego estaban mezclados en un todo informe. De la misma manera que el queso surge de la leche, ese caos primordial formó una masa, en la que no tardaron de aparecer gusanos. Estos gusanos, eran los ángeles y el mismísimo Dios. Todos surgieron al mismo tiempo de la masa primordial. Dios fue entronizado como el Señor, con poder sobre cuatro capitanes: Lucifer, Miguel, Gabriel y Rafael.
El mundo imaginado por Scandella no había sido creado por Dios, negando asimismo el pecado original y la divinidad del Hijo, en cambio situando a Dios en todas las cosas materiales; apreciación ésta que le originó serios aprietos durante el interrogatorio. Tales ideas no tardaron en traerle problemas con el Santo Oficio, que no era del mismo humor. El mito de "Menocchio" era, en resumen, "utopismo primitivo".

### Relación con los grupos "reformistas" de la época y primer juicio inquisitorial
En cuanto al origen del pensamiento de Scandella, los historiadores consideran que sus teorías estaban más cerca de los anabaptistas que de los luteranos, pero pese a estas semejanzas los contextos cosmogónicos eran diferentes, no pareciendo justo definir a Scandella como anabaptista, sino más bien como poseedor de ideas "sui géneris".
Indagando los orígenes de su pensamiento, y sospechando que un simple molinero sin instrucción no podría diseñar semejantes teorías, se buscaron las influencias que lo llevaron a pensar así. Se llegó a la conclusión de que el responsable de adoctrinarle fue un pintor de la región, un tal Niccoló di Porcia (o Nicola de Melchiore), reconocido popularmente como "un hombre herejísimo", quien supuestamente pertenecía a grupos religiosos disidentes de la época. Aunque, si bien Porcia fue juzgado también, no se pudo comprobar esta acusación.
El 28 de septiembre de 1583, Scandella fue denunciado por un miembro local de la Iglesia a la Santa Inquisición bajo los cargos de haber pronunciado palabras heréticas e impías sobre Cristo. Ésta no era una blasfemia ocasional, "Menocchio" difundió reiteradamente estas expresiones, argumentándolas, con lo cual su situación era muy grave. Varios testigos manifestaron haber escuchado estas declaraciones de boca del propio Scandella, y los mismos reconocieron haber reconvenido a Scandella el pronunciar estas herejías, advirtiéndole sobre las consecuencias que podrían acarrearle. Pero "Menocchio" hizo caso omiso y así siguió varios años. Al ser encarcelado, Scandella pedía perdón pero no renegaba de sus herejías.

### Segundo juicio inquisitorial, condena y ejecución

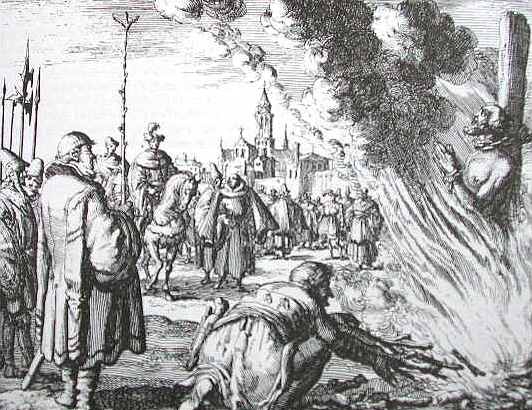
Procedimiento de ejecución en la hoguera.

Scandella, tras dos años de prisión, obtuvo un afortunado "perdón" oficial: era excarcelado, aunque esta libertad era absolutamente condicional, ya que se le prohibía salir de Montereale y debía vestir un hábito con una enorme cruz. Este castigo le generó a Domenico que muchos pobladores no quisieran acercársele, por considerarlo prácticamente como un excomulgado.
En principio parecía, a la luz de los hechos, que el cándido molinero había recibido una segunda oportunidad, aunque Domenico Scandella seguía siendo "Menocchio": pese a sus antecedentes, y atendiendo a la ruina económica que provocó esta situación para él y sus familiares, pudo obtener permiso para ganarse la vida fuera de Montereale; pero "Menocchio" no pudo con su genio y volvió a las andadas, desafiando a su destino. Así, puso en evidencia que su "arrepentimiento" durante el primer proceso no era sincero, y que sólo era una treta para zafarse del castigo.
Dos años más tarde, en 1598, el tribunal comenzó nuevamente a estudiar el caso. Al año siguiente, Scandella fue nuevamente arrestado. Para peor, en el nuevo proceso admitió "haberse burlado de las cosas de la Fe" durante el tiempo de su libertad condicional. El Tribunal, sintiéndose burlado, endureció su posición, máxime teniendo en cuenta sus antecedentes.
El 6 de julio de 1599 Domenico "Menocchio" Scandella fue ejecutado en la hoguera en Pordenone, quemado vivo por orden del Papa Clemente VIII (Ippolito Aldobrandini).

## Libros favoritos de Menocchio (declarados bajo tortura)
De acuerdo con el historiador Carlo Ginzburg en su libro El queso y los gusanos. El cosmos según un Molinero del Siglo XVI ("l formaggio e i vermi, 1976), "Menocchio" dilapidaba sus recursos en la compra de libros; esto sucedía 76 años después de la invención de la imprenta. Sin embargo, el autor reconoce que la mayoría de sus libros le fueron regalados "por mujeres o curas".
Su libro de cabecera era el "florilegio" de la Biblia. Además, se sabe que había leído Zampollo (Il Sogno del Caravia), el Decamerón (que le fue obsequiado por Nicola di Porcia), la Biblia en lengua vulgar y, supuestamente, el Corán, además de Il Fioretto della Bibbia (una traducción de crónicas medievales catalanas compiladas de varias fuentes).

## Pensamiento y opiniones
Durante su juicio, Menocchio argumentó en propia defensa que el único pecado era dañar al prójimo, y que blasfemar no causaba daño a nadie más que al blasfemo. Dijo además que Jesús nació de un hombre, que María no era virgen, y que el Papa no recibió ningún poder de Dios, sino que simplemente ejemplifica las cualidades de un buen hombre, agregando también que Cristo no había muerto para "redimir a la humanidad".

### Puntos de vista sobre los ritos
Entre las numerosas acusaciones de blasfemia formuladas contra él, estaba el cargo de contradecir las enseñanzas de la Iglesia sobre el purgatorio. El vicario Maro le preguntó a Menocchio si era cierto que había dicho que las misas por los muertos eran inútiles (según Giuliano Stefanut, las palabras pronunciadas por Menocchio habían sido precisamente: "¿Qué haces dando limosna en memoria de estas pocas cenizas?"). Menocchio respondió que "quise decir que debemos preocuparnos por ayudarnos unos a otros mientras todavía estamos en este mundo, porque después Dios es quien gobierna sobre las almas; las oraciones y limosnas y misas ofrecidas para los muertos se hacen –como yo lo entiendo– por amor a Dios, quien luego hace lo que le place, porque las almas no vienen a poseer esas oraciones y limosnas, y pertenece a la majestad de Dios recibir estas buenas obras, ya sea para beneficio de los vivos o de los muertos".
En críticas adicionales contra la Iglesia, Menocchio declaró que rechazaba todos los sacramentos, incluido el bautismo, como inventos humanos y meras "mercaderías"; instrumentos de explotación y opresión en manos del clero. Al respecto dijo: "Creo que la ley y los mandamientos de la Iglesia son todos un asunto de negocios, y ellos se ganan la vida con esto".
Respecto al bautismo afirma: "Creo que desde que nacemos somos bautizados, porque Dios que ha bendecido todas las cosas, nos ha bautizado; pero este otro bautismo es una invención, y los sacerdotes comienzan a consumir las almas incluso antes de que nazcan y continuará devorándolos incluso después de su muerte ".
Respecto a la confirmación afirmó: "Creo que es un negocio, una invención de los hombres, todos los cuales tienen el Espíritu Santo; buscan saber y no saben nada".
Respecto al matrimonio, afirmó: "Dios no lo estableció, los hombres lo hicieron. Antes un hombre y una mujer intercambiaban votos, y esto era suficiente; más tarde siguieron estos inventos humanos".

### Puntos de vista sobre el clero
En un momento de su proceso Menocchio tuvo un violento arrebato contra sus jueces y su arrogancia doctrinal, proclamando: "Ustedes sacerdotes y monjes, ustedes también quieren saber más que Dios, y son como el diablo, y quieren convertirse en dioses en la tierra, y saber tanto como sabe Dios, siguiendo los pasos del diablo. De hecho, cuanto más uno piensa que sabe, menos sabe".
Respecto al sacerdocio, afirmó: "Creo que el espíritu de Dios habita en todos nosotros... y también creo que cualquiera que haya estudiado puede convertirse en sacerdote sin ser ordenado, porque todo eso es un negocio".

#### Opiniones sobre la riqueza del clero
Menocchio continuó diciendo: "Y me parece que bajo nuestra ley, el Papa, los cardenales y los obispos son tan grandes y ricos que todo pertenece a la Iglesia y a los sacerdotes, y oprimen a los pobres, que, si trabajan dos campos alquilados, estos serán campos que pertenecen a la Iglesia, a algún obispo o cardenal".

### Opiniones sobre la corte, los tribunales y los procedimientos inquisitoriales
El 28 de abril, comenzó denunciando la forma en que los ricos tiranizaban a los pobres en los tribunales utilizando un idioma tan incomprensible para las clases bajas como el latín, que en aquel entonces era solo accesible a los poderosos o a los pocos que llegaron a estudiarlo en la Universidad, afirmando al respecto: "Creo que hablar latín es una traición a los pobres porque en las demandas [contra los acusados] los pobres no saben lo que se está diciendo y son aplastados; y si quieren decir cuatro palabras necesitan un abogado".
Además, criticó los procedimientos de la Iglesia y la Corte al afirmar que "Dios ha dado el Espíritu Santo a todos, a los cristianos, a los herejes, a los turcos y a los judíos; y los considera a todos queridos, y todos son salvos de la misma manera".